# Wilfred Lardner
Wilfred Lardner – liberyjski trener piłkarski.

## Kariera
W 1996 roku Lardner poprowadził reprezentację Liberii na zawodach o Puchar Narodów Afryki. Rozegrał na nim z drużyną dwa spotkania: z Gabonem (2:1) i Zairem (0:2), po czym zakończył turniej na fazie grupowej.